# Venutius
Venutius fue el primer esposo de Cartimandua, la última reina de la tribu celta de los brigantes, y posterior líder de la primera revuelta de dicho pueblo contra la ocupación romana.

## Historia
En 43 el emperador romano Claudio invadió la isla de Gran Bretaña y tras vencer la resistencia inicial obtuvo el sometimiento de los once principales líderes del sur de Britania, entre ellos Cartimandua, la reina de la tribu más populosa, la de los brigantes. Este pueblo se convirtió así en un reino clientelar de Roma y Claudio pudo formar la provincia romana de Britania. 
Se cree que Venutius era en realidad un líder guerrero de los carvetii y que el matrimonio se realizó a instancias de Roma como un medio para garantizar la estabilidad en la región. Con esos antecedentes y en tanto consorte real, Venutius apoyó inicialmente la política clientelar de la reina.
El caudillo de los catuvellani, Caratacus, que había liderado la resistencia contra el invasor desde Gales, fue finalmente vencido por Scapula en 51, tras lo que huyó al norte y solicitó refugio a Cartimandua, acompañando el pedido con una fuerte suma de oro reunida por sus allegados. Cartimandua lo recibió pero puso sobre aviso a los romanos, lo detuvo y entregó encadenado. Los romanos premiaron la traición calificándola de leal amiga y protegida de Roma, lo que junto a las riquezas recibidas fortaleció su poder.
Venutius que no había compartido de buen grado la decisión de su esposa de traicionar a Caratacus, pronto cayó en desgracia. En algún momento entre 52 y 56 Cartimandua se divorció de Venutius y previendo su reacción, Cartimandua tomó como rehenes al hermano y a otros familiares de Venutius.
No obstante, Venutius se retiró a la fortaleza de Stanwick e inició una revuelta contra la reina y sus aliados romanos, contando con el auxilio de otras tribus

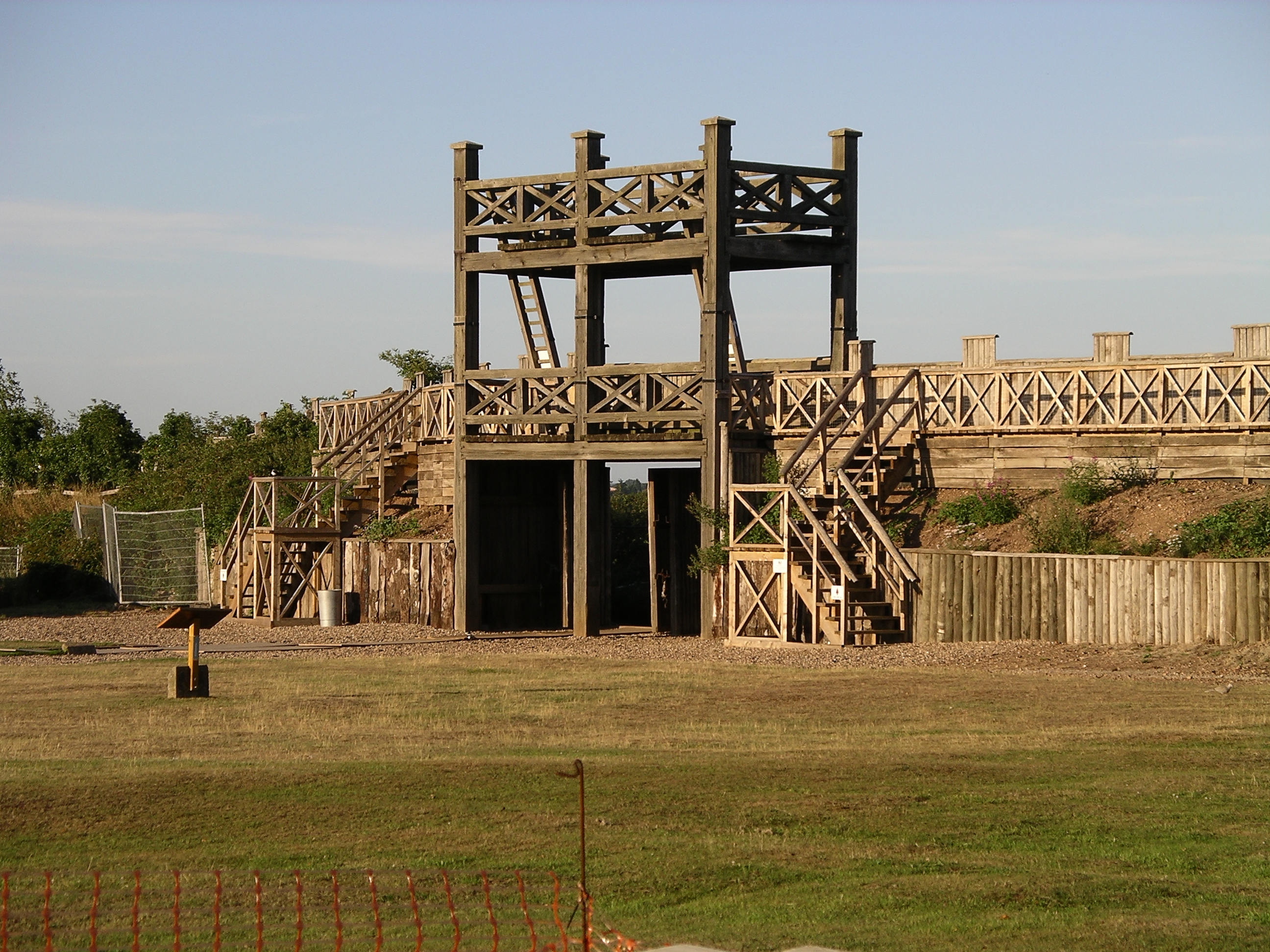
El Fuerte Lunt cerca de Coventry, reconstrucción de un fuerte romano

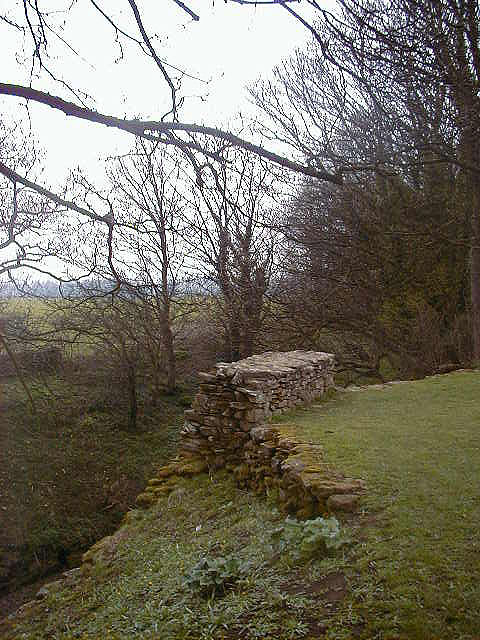
Restos del muro de Stanwick.

El nuevo gobernador romano Aulo Didio Galo (52-57) construyó fortificaciones al sur de Brigantia, en Templeborough (Rotherham), Brough on Noe y Rossington Bridge (Doncaster).
Tras ventajas parciales obtenidas por uno y otro bando finalmente en el 56 Venutius fue derrotado por la IX Legión al mando de Cesio Násica en la región de Barwick in Elmet.
Posiblemente, Venutius llegó a un acuerdo con Cartimandua y cuando estalló la gran rebelión liderada por la reina de los iceni, Boudica, que puso en jaque el dominio romano de Britania, los brigantes mantuvieron su alianza con Roma.
No obstante, Cartimandua repudió nuevamente a su consorte para tomar como «compañero de cama y trono» a Vellocatus, antiguo compañero de armas de Venutius.  
En 69, tomando ventaja de la guerra civil en Roma (Año de los cuatro emperadores), Venutius se alzó en armas con el auxilio de tropas de los cervetii, novantae y selgovae y el apoyo popular que lo prefería ante, con palabras de Tácito: «el adúltero, lujurioso y salvaje temperamento de la Reina». En esa ocasión, Roma sólo pudo enviar tropas auxiliares, las que no bastaron para impedir la ocupación del país pero al menos pudieron rescatar a la reina.
Cuando Vespasiano se convirtió finalmente en el emperador, envió a Quinto Petilio Cerial como gobernador de Britania, quien en 71 inició la contraofensiva contra los brigantes. Si bien los venció en 73, empujando a los sobrevivientes rebeldes hacia el norte (Caledonia), le tomó varios años completar una relativa pacificación del territorio. No hay posteriores referencias acerca de Venutius.